# Modulationsleitung
Eine Modulationsleitung ist eine Leitung zur Übertragung des Fernseh- oder Radioprogramms vom Studio zur Sendeanlage. Für Rundfunkprogramme wurden früher mit Pupin-Spulen versehene Erdkabel verwendet, heute meist ISDN-Standleitungen. Für Fernsehprogramme wurden früher wegen der notwendigen hohen Bandbreite Koaxialkabel verwendet. Mittlerweile erfolgt die Übertragung zumeist über Glasfasernetze.
Nicht immer erfolgt die Programmzuspielung über eine Modulationsleitung. Es kann auch Richtfunk, eine Nachrichtenübertragung über Satellit (Satellitenübertragung), ein Internetstream oder Empfang des Signals eines anderen Rundfunksenders (Ballempfang) vorgenommen werden.
Bei wichtigen Rundfunksendern sind oft mehrere dieser Verfahren realisiert, die dann alternativ zur Verfügung stehen (Redundanz).